# 애스토리 엔터테인먼트
애스토리 엔터테인먼트는 대한민국의 기획사이다.

## 현재 소속 연예인

### 솔로 가수
- 아이리스

### 음악 그룹
- 페이버릿

### 배우
- 허정민
- 정다혜
- 김문학
- 채소영
- 김경진
- 김경보